# Romain Mesnil
Romain Mesnil (Francia, 13 de junio de 1977) es un atleta francés, especialista en la prueba de salto con pértiga, con la que llegó a ser subcampeón mundial en Osaka 2007 y en 2009.

## Carrera deportiva
En el Mundial de Osaka 2007 gana la plata, tras el estadounidense Brad Walker y por delante del alemán Danny Ecker.
Y dos años después, en el Mundial de Berlín 2009 vuelve a ganar la medalla de plata, en esta ocasión tras el australiano Steven Hooker y por delante de su compatriota el también francés Renaud Lavillenie, con un salto de 5,85 metros.